# Tarsilister loretoensis
Tarsilister loretoensis är en skalbaggsart som beskrevs av Bruch 1932. Tarsilister loretoensis ingår i släktet Tarsilister och familjen stumpbaggar. Inga underarter finns listade i Catalogue of Life.